# Jules Melquiond
Jules Melquiond (ur. 19 sierpnia 1941 r.) – francuski narciarz alpejski. Nie startował na żadnych na mistrzostwach świata ani igrzyskach olimpijskich. Wziął udział w pierwszej edycji Pucharu Świata (sezon 1966/1967), w której zajął 10. miejsce w klasyfikacji generalnej, a w klasyfikacji slalomu był czwarty.

## Sukcesy

### Puchar Świata

#### Miejsca w klasyfikacji generalnej
- 1966/1967 – 10.

#### Miejsca na podium
1. Berchtesgaden – 5 stycznia 1967 (slalom) – 2. miejsce
2. Wengen – 15 stycznia 1967 (slalom) – 3. miejsce